# AbioCor
AbioCor是一款全人工心臟（Total Artificial Heart, TAH），由总部位于美國马萨诸塞州的AbioMed公司研發。這種人工心臟可以完全植入患者体内，優點包含原件小、使用生物传感器等。 AbioCor的運作主要靠鋰離子電池維持其運作，由经表皮能量传输系统（Transcutaneous Energy Transmission, TET）進行充电，因此AbioCor不需經由电线或管線穿透皮肤，從而减少感染的风险。
這種人工心臟重量約一公斤，體積和一顆葡萄柚相當，這樣的尺寸對於人體而言會占掉相當大的空間，因此通常只適合體型較大的男性使用。AbioCor的預期壽命為18個月。